# Фицджеральд, Роберт Дэвид
Роберт Дэвид Фицджеральд, или Роберт Десмонд Фицджеральд (ирл. Robert David Fitzgerald или ирл. Robert Desmond Fitzgerald, 30 ноября 1830 — 12 августа 1892) — ирландско-австралийский ботаник, орнитолог, естествоиспытатель (натуралист), таксидермист, геодезист, инженер и поэт.

## Биография
Роберт Дэвид Фицджеральд родился в городе Трали 30 ноября 1830 года.
Он прибыл в Сидней в 1856 году.
С июля 1875 по октябрь 1882 года Фицджеральд опубликовал первые семь частей своей научной работы Australian Orchids. Он описал множество видов орхидей.
Научная работа Australian Orchids принесла ему известность.
Благодаря его научной работе Australian Orchids австралийские Орхидные стали более известными, чем любые другие вне стран Европы.
Роберт Дэвид Фицджеральд умер 12 августа 1892 года.

## Научная деятельность
Роберт Дэвид Фицджеральд специализировался на семенных растениях.

## Научные работы
- Australian Orchids. 1875—1894[3].